# 哈尔楚鲁诺尔
哈尔楚鲁诺尔是位于中国内蒙古自治区赤峰市阿鲁科尔沁旗扎格斯台苏木东南的一个湖泊。其位置约为东经120°32′,北纬43°59′。湖面海拔米，面积约4平方公里，是咸水湖。哈尔楚鲁诺尔来自蒙古语，是黑石湖的意思。